# Улица Серова (Екатеринбург)
У́лица Серо́ва (прежние названия: Монастырский переулок, Малый Монастырский переулок, 3-й Уктусский переулок) — улица в жилом районе «Южный» Ленинского и Чкаловского административных районов Екатеринбурга.

## Происхождение и история названий
Первоначальное название Монастырского или Малого Монастырского переулка улица получила потому, что отходила от Болотной улицы (современной улицы Большакова), за которой находился Ново-Тихвинский женский монастырь. В 1920-х годах переулок стал называться 3-м Уктусским, так как шёл в направлении села Уктус, параллельно Уктусской дороге. Своё современное название улица получила в честь Валентина Александровича Серова (1865—1911) — выдающегося русского художника-портретиста.

## Расположение и благоустройство

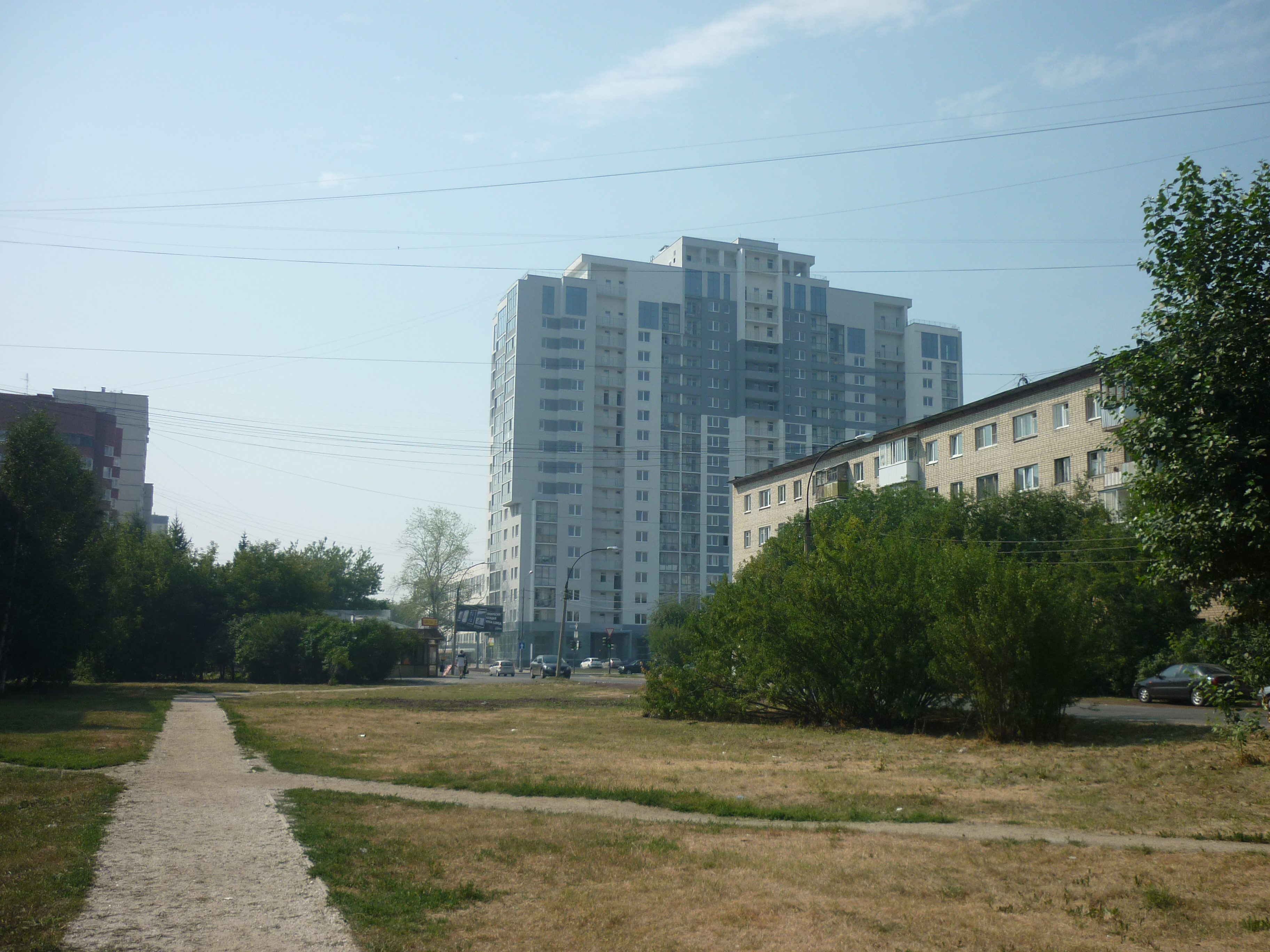
Вид на юг у пересечения с ул. Фурманова. Жилой комплекс "Комфорт".

Улица Серова идёт с севера на юг между улицами Московской (после Щорса — между Айвазовского) и Сурикова. Начинается от пересечения с улицей Большакова и заканчивается у Т-образного перекрёстка с улицей Островского. Пересекается с улицами Фурманова, Фрунзе, Щорса, Циолковского, Авиационной и Златоустовским переулком. Справа на улицу выходит переулок Полярников. Протяжённость улицы составляет около 1900 метров. Ширина проезжей части в среднем около 7 м (по одной полосе в каждую сторону движения). На участке между улицами Большакова и Щорса движение одностороннее (в южном направлении).
На протяжении улицы имеются три светофора и один нерегулируемый пешеходный переход. С обеих сторон на участке между улицами Большакова и Щорса улица Серова оборудована тротуарами.

## История

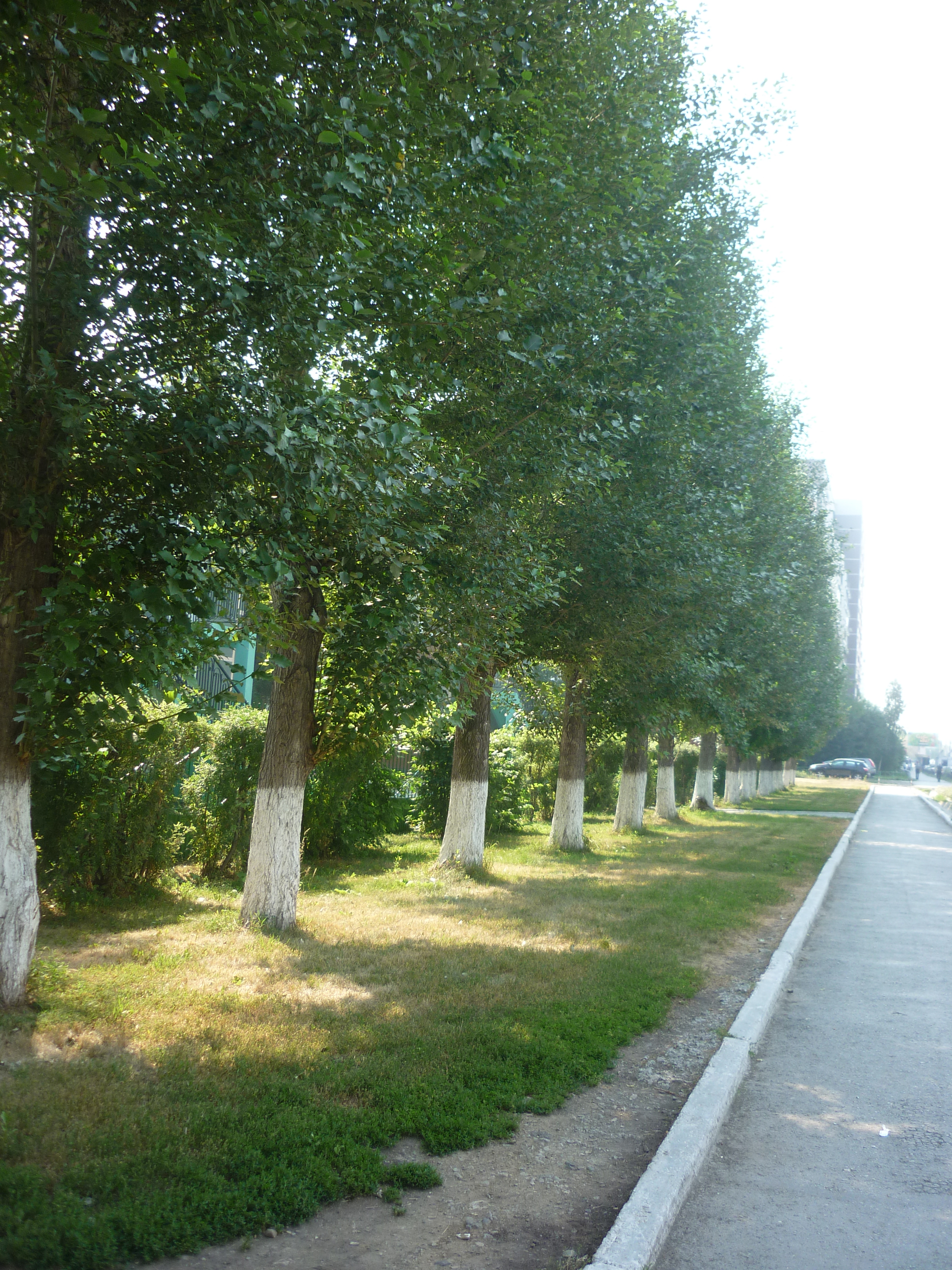
Аллея у детского сада (Серова, 38).

Улица возникла в начале XIX века как маленький переулок, отходивший от Болотной улицы. Застройка переулка, получившего название Монастырского (или Малого Монастырского) началась в конце XIX века в южном направлении на протяжении примерно одного квартала, затем переулок выходил к лесу. В 1913 году в списке жителей переулка было шесть фамилий: Осинцев, Матвеев, Хоробрых, Дорофеев, Ветошев, Шиленов.
Улица была полностью застроена в конце 1940-х годов малоэтажными частными домами. Позднее на их месте на большем протяжении улицы были построены многоэтажные дома.

## Транспорт

### Наземный общественный транспорт

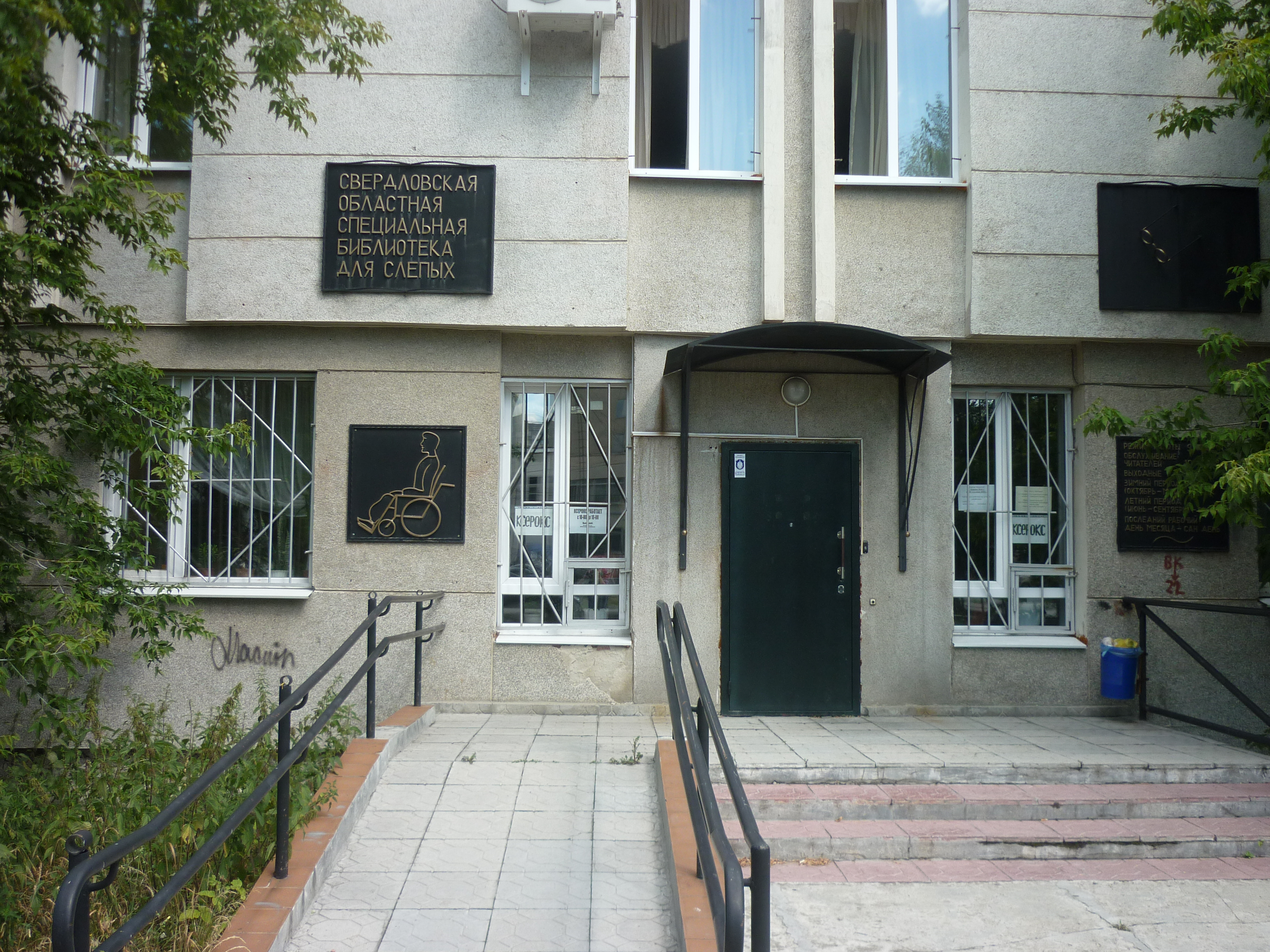
Областная библиотека для слепых - у пересечения Серова\Фрунзе.

Движение наземного общественного транспорта по улице не осуществляется. Ближайшая к улице остановка общественного транспорта «Серова» находится на перекрёстке улиц Щорса и Серова:
Автобус: № 12, 23, 37, 38, 42, 46, 50а, 50м;
Троллейбус: № 11, 14;
Маршрутное такси: № 010, 025, 044, 047, 050, 055, 067.

### Ближайшие станции метро
В 700 м восточнее от перекрёстка улиц Серова-Щорса находится станция метро  «Чкаловская». В 700 м восточнее перекрёстка улиц Серова-Большакова находится законсервированная станция  «Бажовская».